# ألبرتو هورتادو
ألبرتو هورتادو (بالإسبانية: Alberto Hurtado) هو محامي وصحفي وكاتب تشيلي، ولد في 22 يناير 1901 في فينيا ديل مار في تشيلي، وتوفي في 18 أغسطس 1952 في سانتياغو في تشيلي بسبب سرطان البنكرياس.